# Anton Aristov
Pour les articles homonymes, voir Aristov.
Anton Aristov est un footballeur estonien né le 22 août 1986 à Tallinn en RSS d'Estonie. Il évolue au poste de défenseur.

## Carrière
| Saison    | Club               | Pays    |
| --------- | ------------------ | ------- |
| 2003-2009 | FC Levadia Tallinn | Estonie |
| 2009-2010 | JK Tammeka Tartu   | Estonie |

## Palmarès
- FC Levadia Tallinn
  - Championnat d'Estonie (2) : 2008, 2009